# 사쿠라이촌 (후쿠오카현)
사쿠라이촌(桜井村)은 일본 후쿠오카현 이토시마군에 있던 촌이다. 현재의 이토시마시 시마사쿠라이에 해당한다.

## 역사
- 1889년 4월 1일 - 정촌제 시행에 의해 시마군 사쿠라이촌이 성립하였다.
- 1896년 4월 1일 - 이토군과 합병해 이토시마군이 되었다.
- 1951년 4월 1일 - 노기타촌과 합병해 사쿠라노촌이 성립, 동일 사쿠라이촌은 폐지되었다.